# Laurent Rodríguez
Laurent Rodríguez (Poitiers, 25 de junio de 1960) es un exjugador y exentrenador francés de rugby que se desempeñaba como octavo.

## Selección nacional
Debutó con Les Bleus en julio de 1981 y jugó con ellos hasta noviembre de 1990. En total jugó 56 partidos y marcó ocho tries (32 puntos de aquel entonces).

### Participaciones en Copas del Mundo
Disputó una Copa del Mundo: Nueva Zelanda 1987 donde Francia llegó con jugadores como Philippe Sella y Serge Blanco. Les Bleus pronto se encaminaron a la final ganando su grupo con dos victorias y un empate ante el XV del Cardo, le siguieron Fiyi en cuartos de final, los Wallabies en semifinales y finalmente los All Blacks quienes fueron los dominadores de todo el torneo y vencieron a Francia 29-9.
| Mundial                       | Sede          | Resultado  | PJ | Tries |
| ----------------------------- | ------------- | ---------- | -- | ----- |
| Copa Mundial de Rugby de 1987 | Nueva Zelanda | Subcampeón | 5  | 4     |

## Palmarés
- Campeón del Torneo de las Cinco Naciones de 1987 con Grand Slam y 1989.
- Campeón del Top 14 de 2001-02 como entrenador.